# Platysenta icole
Platysenta icole är en fjärilsart som beskrevs av Augustus Radcliffe Grote 1875. Platysenta icole ingår i släktet Platysenta och familjen nattflyn. Inga underarter finns listade i Catalogue of Life.